# Guilherme Adelino
Guilherme Atelingo (Winchester, 5 de agosto de 1103 – Barfleur, 25 de novembro de 1120), designado ou intitulado Adelino, foi o filho de Henrique I de Inglaterra e Edite da Escócia, e assim herdeiro aparente ao trono inglês. Ele morreu aos dezessete anos de idade no naufrágio do Barco Branco, iniciando uma crise sucessória que acabaria por levar ao período de guerra civil conhecido como a Anarquia.

## Juventude
Guilherme nasceu em Winchester. Seu pai, Henrique I da Inglaterra, casou-se com sua mãe, Edite da Escócia, para conciliar seus súditos ingleses. Edite descendia de Edmund Ironside e era sobrinha-neta de Eduardo, o Confessor; como tal, o casamento representou uma união entre os novos governantes normandos da Inglaterra e a antiga dinastia anglo-saxã. Além disso, ela era filha do rei Malcolm III "Canmore" da Escócia e da rainha Margaret, que era uma princesa anglo-saxã; o casamento uniu ainda mais a Escócia ao trono inglês.
As esperanças de Henrique em sua sucessão repousavam sobre Guilherme, que era, de acordo com Henrique de Huntingdon, "um príncipe tão mimado" que parecia "destinado a ser comida para o fogo".

## Duque da Normandia
Durante a vida de Henrique I, Guilherme foi investido como duque da Normandia, um título que detinha mais no nome do que na prática. Henrique fez a investidura quando foi pressionado pelo rei da França, Luís VI, a prestar homenagem como duque da Normandia. Como um rei por seus próprios méritos, Henrique não queria obedecer, e em 1115 ele se ofereceu para que Guilherme fizesse isso em seu lugar. Essa oferta acabou sendo aceita em 1120, após um período intermediário de guerra, e Guilherme fez uma homenagem a Luís VI em meados de 1120. Por essa razão, Guilherme é às vezes considerado duque da Normandia (como Guilherme III ou Guilherme IV). Guilherme recebeu, como herdeiro do trono, a homenagem e fidelidade dos barões da Normandia em 1115 e dos barões da Inglaterra em março de 1116.
A mãe de Guilherme, a rainha Edite, serviu como regente de Henrique na Inglaterra enquanto ele estava na Normandia. Após sua morte em 1118, Guilherme tinha idade suficiente para servir em seu lugar. Ele foi assessorado de perto nesta função pelos administradores do rei, como Roger de Salisbury. Durante o último ano de sua vida, ele às vezes era chamado de rex designatus (rei designado).
Durante seu reinado de 35 anos, Henrique I da Inglaterra enfrentou várias erupções de hostilidades devido às alianças de regiões rivais com alguns de seus vizinhos. Para garantir a lealdade de Anjou, um rival de longa data da Normandia, Henrique casou Guilherme com Matilda de Anjou, filha mais velha do conde Fulk V de Anjou, em fevereiro de 1113, perto de Alençon. O casamento finalmente ocorreu em junho de 1119 em Lisieux.

## Morte

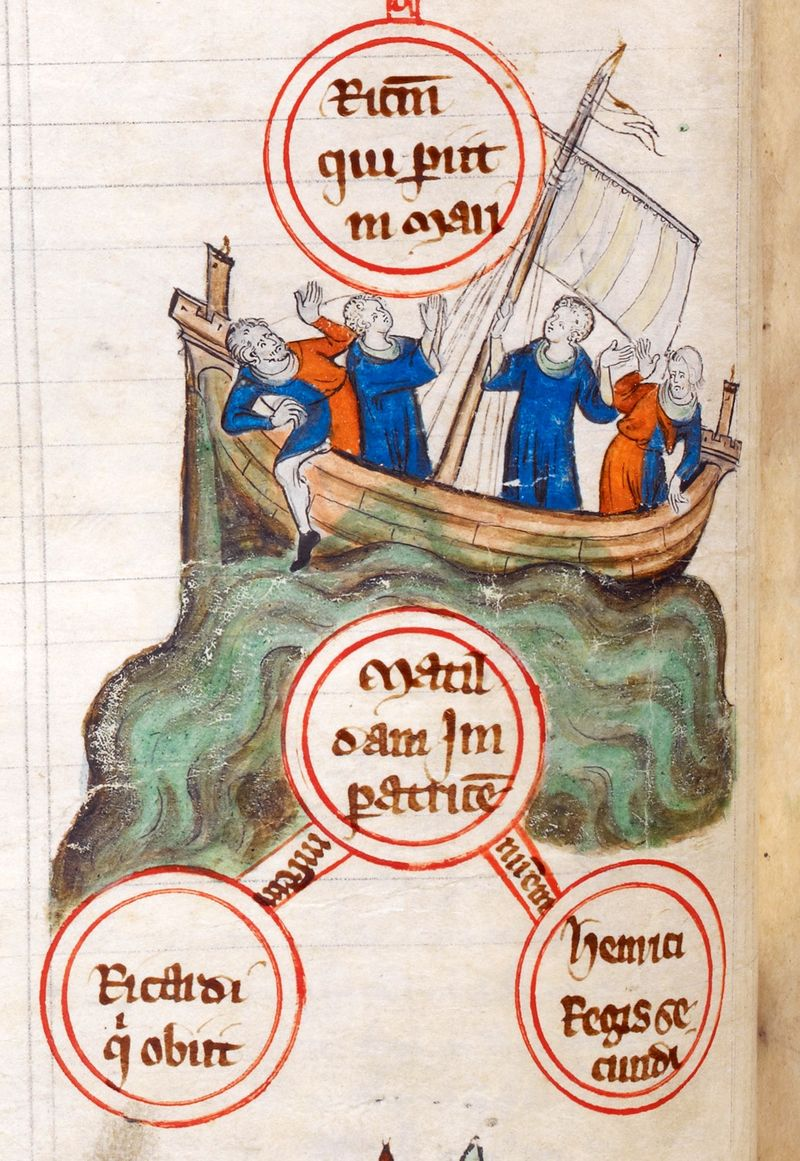
Descrição do início do século XIV do naufrágio do navio branco em Barfleur em 25 de novembro de 1120

Guilherme morreu na tragédia do Navio Branco de 25 de novembro de 1120. O duque e seus companheiros estavam cruzando o Canal da Mancha de Barfleur no Blanche-Nef, o navio mais rápido e moderno da frota real. Guilherme e seu grupo haviam permanecido bebendo na praia até o anoitecer, confiantes de que em um navio veloz e no mar calmo o atraso não teria efeito real. Consequentemente, já era madrugada quando o timoneiro bêbado bateu com o navio em uma rocha na baía. A tripulação e os passageiros não podiam tirar o navio da rocha ou impedir que o navio se enchesse de água; no entanto, Guilherme e vários de seus amigos conseguiram lançar um bote salva-vidas. No último minuto, Guilherme correu de volta para resgatar sua meia-irmã ilegítima, Matilda FitzRoy, Condessa de Perche; quando eles e vários outros se jogaram no pequeno bote, ele, "sobrecarregado pela multidão que saltou dentro dela, virou, afundou e enterrou indiscriminadamente nas profundezas".
Henrique de Huntingdon, falando sobre o desastre, escreveu que Guilherme, "em vez de usar mantos bordados ... flutuou nu nas ondas e, em vez de ascender a um trono elevado ... encontrou seu túmulo no fundo do mar".
A esposa de Guilherme, Matilda, estava em outro navio na hora do naufrágio. Depois de permanecer na corte de Henrique I por um tempo (onde foi tratada como filha), ela não se casou novamente. Matilda voltou para Anjou e depois se tornou freira. Eventualmente, ela foi feita abadessa da Abadia de Fontevraud em 1150. Edite morreu quase 30 anos após a tragédia do Navio Branco.

## Consequências
A morte de Guilherme arruinou as esperanças e as políticas de seu pai. Embora tenha feito um segundo casamento apressado (Edite da Escócia morreu em 1118) com Adeliza de Lovaina, Henrique não teve mais filhos legítimos. Sem um herdeiro homem claro (a escolha óbvia, Guilherme Clito, filho do irmão mais velho de Henrique, Robert Curthose, não era favorecido pelo rei; Henrique tinha muitos outros sobrinhos e filhos ilegítimos, dos quais seu sobrinho favorito, Estevão de Blois - filho da irmã de Henrique, Adela - e seu filho ilegítimo, Robert de Gloucester, particularmente se destacaram, mas por várias razões nenhum foi escolhido), Henrique designou sua filha, a viúva imperatriz Edite, como sua herdeira, casando-a com o cunhado de Guilherme, Geoffrey V, conde de Anjou, e forçando seus barões a jurarem defender seus direitos. Com sua morte, os barões renegaram seus juramentos com base na coerção e escolheram o sobrinho de Henrique, Estêvão de Blois, dando início a um período da história inglesa conhecido como A Anarquia.